# Olof Arngart
Olof Sigfrid Arngart (fram till 1942 Anderson), född den 15 april 1905 i Väsby församling, Malmöhus län, död den 4 april 1997 i Lund, var en svensk språkforskare.
Arngart blev filosofie magister 1928, filosofie licentiat 1934 och docent i svenska språket vid Lunds universitet samma år. Åren 1942–1970 var han professor i engelska där. Arngart blev ledamot av Humanistiska Vetenskapssamfundet i Lund 1942, av Vetenskapssocieteten i Lund samma år och av Vitterhetsakademien 1957.
Bland hans arbeten märks The English hundred-names (3 band, 1934–1939), Old English material in the Leningrad manucript of Bede's ecclesiastical history (1941), The proverbs of Alfred (I-II, 1942–1955), The Leningrad Bede (1952), The Durham Proverbs (1956), The Middle English Genesis and Exodus (1968) och Two English Border Ballads (1973).
Olof Arngart är begravd på Norra kyrkogården i Lund.